# Rio Chelife
Rio Chelife (em francês: Oued Chéliff ou Chelif; em árabe: وادي الشلف; romaniz.: Wadi Sheliff) é o maior e mais relevante rio da Argélia. Possui 725 quilômetros de comprimento e é inavegável devido a seu fluxo irregular, cujo pico compreende os meses de novembro a março. Sua planície recebe moderada precipitação (em média 400 mililitros anualmente) e sua evaporação é intensa. Apesar disso, a área mais baixa da bacia é cultivada através da irrigação para produção de grãos, laranjas, uvas (as principais) e algodão, cuja produção está centrada na cidade de Clefe. Outrossim, foram construídas três represas ao longo do Chelife em Bogari (em 1932), Clefe (em 1932) e Alcamis (em 1939).
Seu maior afluente, o Sebegague, nasce nos montes Amur, no Atlas saariano perto a Aflu. Ao cruzar as Altas Planícies ao longo de boa parte do ano como uma cadeira de pântanos e piscinas lamacentas, Chelife perde boa parte de sua água, mas é reabastecido pelo rio Nar Uassel perto de Chabunia. Então vira abruptamente ao norte e flui através de uma garganta profunda no Atlas do Tell entre Bogari e Jendel. Abaixo de Uádi Chorfa, avança para oeste, fluindo por 250 quilômetros paralelo a costa numa depressão (a planície de Chelife) entre o maciço de Dara, o monte Zacar Rerbi e o Atlas de Tell antes de alcançar o mar Mediterrâneo cerca de 13 quilômetros ao norte de Mostaganém.